# Okręty projektu 1241
Okręty projektu 1241, typów Mołnia (w kodzie NATO: Tarantul i Molnyia) i Mołnia-2 (w kodzie NATO: Pauk) – seria małych okrętów, których koncepcja wywodzi się z prac prowadzonych w połowie lat siedemdziesiątych XX wieku, wodowanych dla Marynarki Wojennej Związku Socjalistycznych Republik Radzieckich i marynarek wojennych sojuszniczych państw Układu Warszawskiego. Wizja konstrukcyjna jednostki powstała w biurze projektowym CMBK Ałmaz i opierała się na dwóch wariantach: okrętu rakietowego oraz dozorowca pogranicza. Produkcja jednostek rozpoczęła się na przełomie lat siedemdziesiątych i osiemdziesiątych, a zakończono ją pod koniec pierwszej dekady XXI wieku. Podczas budowy kolejnych jednostek wprowadzano do projektu wiele modernizacji, toteż w ramach poszczególnych wariantów dodatkowo wyróżnia się zróżnicowane podtypy.

## Korweta rakietowa projektu 1241R, typu Mołnia (Tarantul I)
Jednostki te są pierwszymi z całego projektu. Ich powstanie wiązało się z potrzebą wzmocnienia lekkich uderzeniowych sił rakietowych Marynarki Wojennej ZSRR, złożonych w latach siedemdziesiątych z korwet projektu 1234 (Nanuchka I – 1234 i Nanuchka III – 1234.1) oraz kutrów rakietowych projektu 205 (Osa I – 205, 205A, 205K, 205E, 205ET, 205Cz oraz Osa II – 205M, 205MR, 205ER). Właśnie w celu zastąpienia tych ostatnich powstały małe korwety typu Mołnia, które miały być odpowiednim nosicielem dla nowych rakiet przeciwokrętowych P21 i P22 Termit (SS-N-2C Modified Styx) opracowanych w MKB Raduga. Rakiety P-21 naprowadzane są głowicą samonaprowadzającą się aktywnie (radiolokacyjną), natomiast P-22 głowicą samonaprowadzającą się pasywnie na podczerwień. Oba typy tych rakiet wywodzą się ze zmodyfikowanych pocisków rakietowych P-15 Termit (SS-N-2A Styx) i P-15U Termit (SS-N-2B Styx) stosowanych na kutrach projektu 205. Niektóre okręty projektów od 205 do 205Cz (Osa I) zmodernizowano przez wyposażenie ich w rakiety P-21 i P-22 i takie warianty oznaczono od 205M do 205ER (Osa II). Jednostki projektu 1241 z pociskami P-21 i P-22 stały się dobrym uzupełnieniem dla okrętów projektu 1234, na których stosowano bardziej zaawansowane rakiety P-50 i P-120 Malachit (SS-N-9 Siren). Kilka jednostek prototypowego projektu 1241R ("r" od rakietnyj – rakietowy) zbudowano w 1979 dla Marynarki Wojennej ZSRR w Stoczni we Władywostoku, a od 1980 rozpoczęto w Stoczni Rzecznej w Rybińsku masową eksportową produkcję projektu oznaczonego jako 1241RE ("e" od eksportnyj – eksportowy). W więcej okrętów projektu 1241 zasiliły Marynarkę Wojenną ZSRR dopiero kolejne wcielenia tych jednostek.
Korwety 1241R uzbrojone są w dwie podwójne wyrzutnie rakiet P-21 i P-22, po jednej na każdej burcie. Rakiety te mają zasięg 80 km, a do celu zbliżają się z prędkością bliską 1 macha.
Dodatkowo na okrętach zainstalowano wyrzutnie rakiet przeciwlotniczych bliskiego zasięgu Strzała-2M (SA-N-5 Grail). Są to zmodernizowane przenośne pociski, będące na wyposażeniu oddziałów lądowych, naprowadzane na podczerwień i służące do strzelania do samolotów jedynie z tylnej półsfery. Nadają się one dla piechoty, ale ich przydatność na okrętach jest problematyczna, gdyż oprócz małego zasięgu (do ok. 4 km przy prędkości 1,5 macha), obiekt musi raczej oddalać się, co ma miejsce już po wykonaniu ataku.
O wiele skuteczniejszą bronią przeciwlotniczą jest uniwersalna armata morska AK-176M kalibru 76,2 mm o zasięgu 10 – 15 km, mogąca razić cele nawodne i powietrzne oddając do 130 strzałów na minutę, a także szybkostrzelne – do 5000 strzałów na minutę – działko AK-630M kalibru 30 mm (o zasięgu do 5 km), służące głównie do obrony przed pociskami przeciwokrętowymi.
Oczywiście na okrętach zamontowana jest bardzo duża liczba urządzeń radioelektronicznych w systemach m.in. wykrywania celów, kierowania i naprowadzania uzbrojenia, nawigacji oraz dowodzenia, łączności i obserwacji technicznej.
Omawiane jednostki mają 56,9 metra długości; 10,2 metra szerokości; zanurzenie całkowite wynosi 3,59 metra. Wyporność to 455 ton.
Kombinowana siłownia okrętowa w systemie COGAG pozwala na osiągnięcie prędkości maksymalnej 43 węzłów i zasięgu działania 2200 mil morskich przy prędkości ekonomicznej 14 węzłów.
Załogę stanowi 46 osób, a autonomiczność wynosi około 10 dób.
Polska Marynarka Wojenna wprowadziła do służby w latach 1983 – 1989 cztery okręty projektu 1241RE, służące w dywizjonie Okrętów Rakietowych 3 Flotylli Okrętów. W 2005 wycofano ze służby OORP "Górnik" i "Hutnik", a w 2013 OORP "Metalowiec" i "Rolnik".
Okręty projektu 1241R pływają pod banderami wojennymi m.in. Indii, Jemenu i Rumunii. Łącznie na świecie wcielono do służby około 30 jednostek tego typu.

## Korweta rakietowa projektu 1241.1M, typu Mołnia (Tarantul II)
W 1981, czyli w rok po rozpoczęciu budowy na eksport okrętów projektu 1241RE, stocznie w Leningradzie i Władywostoku przystąpiły do budowy nieco zmodernizowanych okrętów przeznaczonych do służby w ZSRR. Wariant oznaczony jako 1241.1M ("m" od modernizowanyj – modernizowany) pozostał niezmieniony pod względem rodzaju uzbrojenia i jego ilości, a nawet wymiarów i konstrukcji. Jedyną zmianą jest zastosowanie nowej stacji radiolokacyjnej oraz nieznaczne poprawienie pozostałych systemów wykrywania celów i kierowania uzbrojeniem. Na początku lat dziewięćdziesiątych prowadzono, m.in. do Bułgarii, niewielki eksport tych jednostek, oznaczonych tym razem jako 1241.1ME. W sumie zbudowano około 20 takich okrętów, z których część przebudowano na jednostki projektów 1241.7 i 1241T.

## Korweta zwalczania okrętów podwodnych projektu 1241.2, typu Mołnia-2 (Pauk I)
W oparciu o okręt rakietowy równolegle wypracowano koncepcję jednostki przeznaczonej do walki z okrętami podwodnymi i wdrożonej mniej więcej razem z "rakietowcami" 1241.1M. Skonstruowana była ona na zmodyfikowanym kadłubie i pokładówce wariantu rakietowego, przystosowanych do nowego rodzaju uzbrojenia, systemów oraz innego napędu. Okręty pierwszego podtypu Mołnia-2, budowane w Stoczni we Władywostoku miały być nową generacją jednostek dla służb granicznych KGB i zastąpić starsze, mniejsze kutry zwalczania okrętów podwodnych projektu 205P (Stenka), które to notabene były rozwinięciem kutrów rakietowych projektu 205.
Uzbrojenie torpedowe tych jednostek składa się z czterech pojedynczych wyrzutni (po dwie na każdej burcie) torped Typ-40 kalibru 400 mm o zasięgu 8 km i prędkości 40 węzłów. Broń przeciw okrętom podwodnym wzmocniono dwiema pięcioprowadnicowymi wyrzutniami niekierowanych rakietowych bomb głębinowych RBG-120 o zasięgu 1,2 km oraz dwiema zrzutniami grawitacyjnymi bomb głębinowych BB-1, po dwanaście na każdej zrzutni.
Na okrętach zainstalowano nową wyrzutnię dla pocisków przeciwlotniczych Strzała-3 (SA-N-8 Gremlin) o zasięgu 6 km i prędkości 1,4 macha, które mimo że nowocześniejsze, pozostały naprowadzane jedynie na podczerwień, co czyni je mało skutecznymi w walce na morzu.
Artyleria pokładowa nadal pozostała dość silna, zwłaszcza w porównaniu z innymi okrętami tej klasy, i składa się z armaty AK-176M i działka AK-630M.
W stosunku do projektu 1241R wymieniono oczywiście wszystkie systemy kierowania głównym uzbrojeniem, ale w pozostałej elektronice nie wprowadzono znaczących zmian.
Wyporność korwet projektu 1241.2 wynosi 400 ton; długość 57,6 metra; szerokość 10,2; zanurzenie 3,1 metra.
Zmieniony napęd, w systemie CODAG gwarantuje prędkość 35 węzłów, zasięg 1600 mil morskich przy prędkości 14 węzłów.
Załogę stanowi 36 osób, a autonomiczność pozostała w granicach 10 dni.
Wszystkie okręty 1241.2 służyły początkowo jedynie w siłach morskich radzieckiego KGB, ale z biegiem czasu część z nich znalazła się m.in. na Ukrainie i w Bułgarii.

## Korweta rakietowa projektu 1241.1MP, typu Mołnia (Tarantul III)

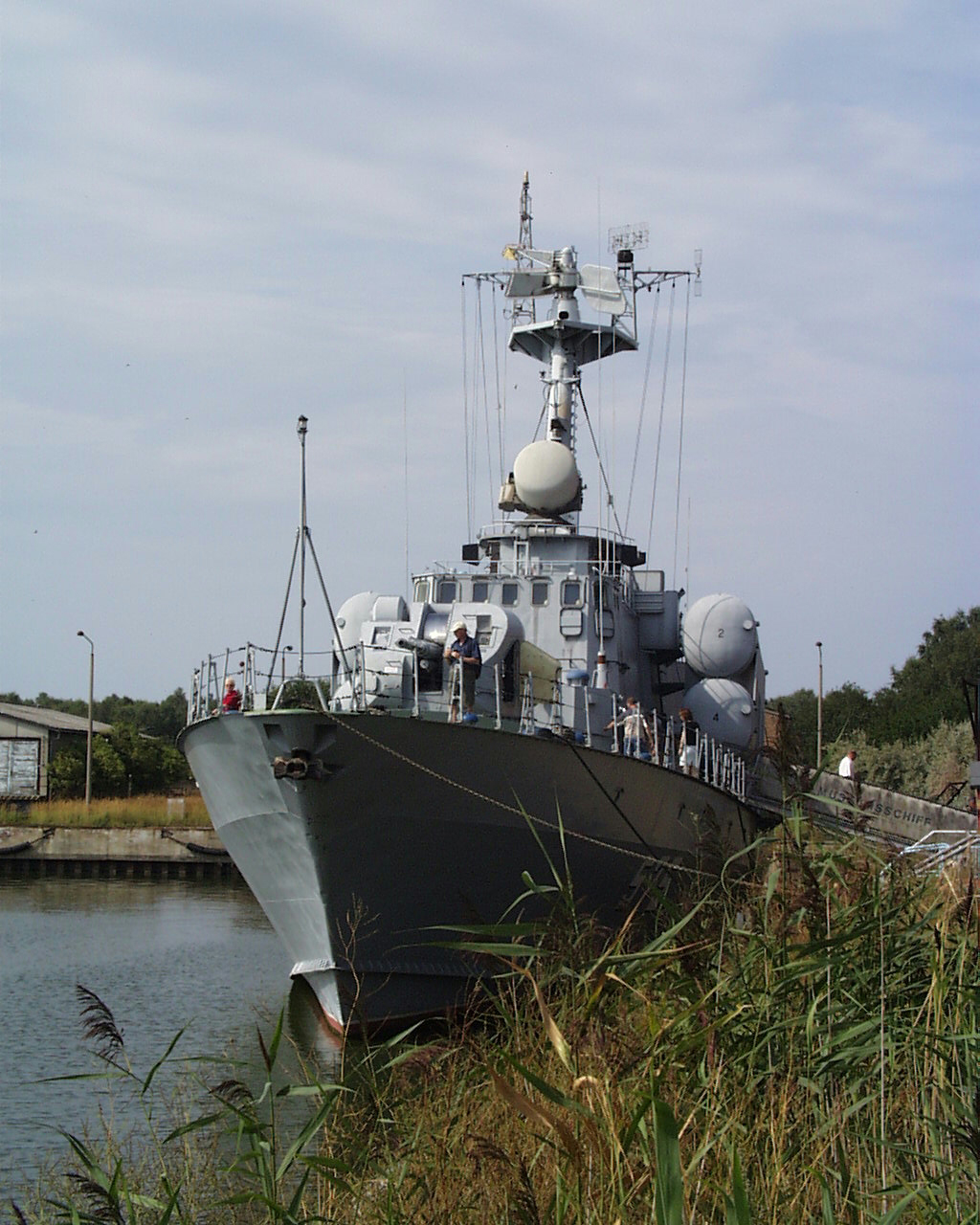
Korweta "Hans Beimler" zbudowana dla floty NRD

Na początku lat osiemdziesiątych do uzbrojenia Marynarki Wojennej ZSRR wprowadzono nową, opracowaną w biurze konstrukcyjnym MKB Raduga, bardzo skuteczną i szybką rakietę przeciwokrętową P-80 Żubr (SS-N-22 Sunburn). Początkowo zaczęto ją montować na niszczycielach rakietowych projektów 956 i 956A typu Sarych (Sovremennyj) oraz projektu 1155.1 typu Fregat (Udaloy II). Równolegle planowano wyposażyć w nią lekkie siły uderzeniowe. Wypracowano w tym celu koncepcję korwety rakietowej – katamaranu projektu 1239 typu Siwucz (Dergach lub Bora), mającej przenosić osiem takich rakiet. Jednak w związku z tym, że ów projekt był w fazie rozwoju i do jego wdrożenia potrzeba było stosunkowo dużo czasu, wyposażono w rakiety P-80 okręty typu Mołnia, oznaczone w tej wersji 1241.1MP. Budową zajęły się stocznie w Leningradzie, Władywostoku i Kołpinie. Gruntownie przebudowano nadbudówkę, ze względu na nowy rodzaju uzbrojenia i systemy naprowadzania i kierowania. Dodatkowo zmieniono napęd na podobny do zastosowanego na jednostkach typu Mołnia-2. Pierwsze okręty tego podprojektu weszły do służby w połowie lat osiemdziesiątych.
Rakiety P-80 na okrętach projektu 1241.1MP usytuowane są podobnie jak w przypadku pocisków P-21 i P-22 na jednostkach 1241R – w dwóch dwuwyrzutniowych zespołach (jeden na każdej z burt). Pociski rakietowe Żubr to ciężkie i duże rakiety – pociski manewrujące, których zasięg wynosi 250 km przy prędkości 3 macha.
Wyrzutnię rakiet przeciwlotniczych zamieniono z zastosowanej na korwetach rakietowych projektów 1241R i 1241.1M, dla rakiet Strzała-2M na taką, w jaką wyposażono korwety zwalczania okrętów podwodnych projektu 1241.2, czyli dla pocisków rakietowych Strzała-3.
Jako uzbrojenie artyleryjskie pozostało w składzie: armata AK-176M i dwa działka AK-630M.
Całkowicie zmieniono systemy związane z zastosowaniem nowego rodzaju rakiet oraz inne wyposażenie elektroniczne, zastosowano również nową stację naprowadzania dla artylerii pokładowej.
Wymiary kadłuba nie zmieniły się w stosunku do wariantu 1241R i wynoszą 56,9 metra długości oraz 10,2 metra szerokości, ale przez zastosowanie cięższych rakiet wyporność wzrosła do 495 ton, a zanurzenie do 4,36 metra.
Zastosowany układ siłowni okrętowej, podobnej jak w projekcie 1241.2 (w systemie CODAG) spowodował zmniejszenie prędkości do 38 węzłów, a zasięg spadł do 1600 mil morskich przy prędkości 13 węzłów.
Liczba załogi to 46 osób, a autonomiczność ok. 10 dni.
Większość okrętów projektu 1241.1MP posiadają Rosja i Indie, które to mają licencję na ich produkcję.

## Korweta zwalczania okrętów podwodnych projektu 1241PE, typu Mołnia-2 (Pauk II)
Gruntownej przebudowy doczekał się także wariant zwalczania okrętów podwodnych, na którym podobnie jak w przypadku jednostek 1241MP wymieniono na nowszy główny rodzaj uzbrojenia. Zmodernizowano także systemy wykrywania celów i naprowadzania uzbrojenia dla broni podwodnej i artylerii pokładowej. Wiązało się to ze pewną zmianą w kształcie nadbudówki, która stała się połączeniem konstrukcji z projektów 1241.2 i 1241.1MP. Budowy tak unowocześnionego projektu okrętu przeciwpodwodnego podjęła się stocznia we Władywostoku na przełomie lat osiemdziesiątych i dziewięćdziesiątych.
W drugim wcieleniu jednostki typu Mołnia-2 wymieniono wyrzutnie torpedowe na mogące przenosić torpedy 533 mm. Ich uzbrojeniem stały się torpedy SET-65E o prędkości 40 węzłów, mogące atakować zanurzone w toni okręty podwodne znajdujące się w promieniu 8 mil morskich od okrętu. Są one cięższe i większe od wcześniej stosowanych, w związku z tym zgrupowano je w dwa podwójne zespoły, po jeden na każdej z burt. Pozostawiono na tych korwetach dwie wyrzutnie rakietowych bomb głębinowych RGB-120, ale zdjęto zrzutnie starych i mało skutecznych grawitacyjnych bomb głębinowych.
Do obrony przeciwlotniczej zastosowano ponownie mało skuteczne pociski rakietowe, ale nawet nie Strzała-3 tylko Strzała-2M.
Uzbrojenie artyleryjskie pozostało bez zmian zyskało tylko nową stacje radiolokacyjną, podobną do zastosowanej pierwszy raz na okrętach projektu 1241MP.
W projekcie 1241P ("p" od protiwołodoczynyj – przeciwpodwodny) zastosowano wiele nowych urządzeń radioelektronicznych, których nie posiadał pierwszy projekt takiego okrętu oznaczony 1241.2.
W nieznaczny sposób zmieniły się wymiary w stosunku do innych projektów rodziny 1241 i tak: długość wyniosła równe 56 metrów, szerokość pozostała 10,2 metra, a zanurzenie osiągnęło 3,3 metra. Okręty te wypierają 440 ton wody.
Pomimo zastosowania napędu w systemie CODAG, podobnego jak w przypadku projektów 1241MP i 1241.2 zmieniły się dość mocno osiągi okrętów. Prędkość zmalała do ok. 30 węzłów, ale bardzo wzrósł zasięg, nawet do 2400 mil morskich przy ekonomicznych 14 węzłach.
Załogę tych jednostek stanowią 32 osoby, a autonomiczność podobnie jak na wcześniejszych okrętach sięga ok. 10 dób.
Korwety zwalczania okrętów podwodnych projektu 1241P zbudowane zostały m.in. dla Rosji, Indii i Ukrainy. Liczba powstałych okrętów tego projektu wynosi około 20-30.

## Korweta rakietowa projektu 1241.7, typu Mołnia (Tarantul IV).
Korweta projektu 1241.7 jest zmienioną wersją projektu 1241.1M, w której uzbrojenie przeciwlotnicze zamieniono na rakietowo-artyleryjski zestaw przeciwlotniczy Kortik (CADS-N-1), składający się z dwóch działek szybkostrzelnych AK-630M oraz dwóch poczwórnych wyrzutni rakiet 9M311 (SA-N-11 Grison). Rakiety mają zasięg do 10 km przy prędkości 3 machów, a armaty uzyskują osiągi zbliżone do standardowej wersji. Zestaw Kortik skonsolidowany jest w jednej armato-wyrzutni i naprowadzany na cel bardzo skutecznym radiolokatorem, a kierowanie strzelaniem koordynuje system półautomatyczny. Oprócz zastosowania tego zestawu przeciwlotniczego wszystkie pozostałe parametry okrętu pozostały takie jak na jednostkach projektu 1241.1M, których część już przebudowano w rosyjskich stoczniach morskich do standardu 1241.7. Niektóre z jednostek 1241.7 zmodernizowano do projektu 1241T.

## Korwety rakietowe projektów 1241.8, 1241T i 1242.1, typu Mołnia (Molniya).
Okręty tych projektów są to jednostki pływające, które powstały na podstawie prototypowych wariantów całej rodziny 1241. Mają podobne do nich charakterystyki techniczne, a jedyną i zarazem bardzo istotną modernizacją jest wymiana uzbrojenia rakietowego. Wydaje się, że na najlepszej konstrukcji ze wszystkich tych okrętów zastosowano najlepsze możliwe uzbrojenie.
Korwety projektu 1241.8 rozwinęły się w wyniku powstania nowej rosyjskiej rakiety przeciwokrętowej Uran (SS-N-25 Switchblade), bardzo podobnej do amerykańskiego pocisku AGM-84 Harpoon. Początkowo miała ona wchodzić w skład uzbrojenia planowanych dla marynarek wojennych Układu Warszawskiego korwet rakietowo-artyleryjskich projektu 151, typu Sassnitz (Sassnitz), ale po zakończeniu zimnej wojny na przełomie lat osiemdziesiątych i dziewięćdziesiątych Rosjanie z oczywistych względów porzucili tę koncepcję. Postanowiono wyposażyć w rakiety Uran, prawie nie zmieniając wcześniejszych wariantów, korwety rakietowe projektów 1234 (Nanuchka IV – 1234.7) i 1241.8. Okręty projektu 1241.8 powstały z projektu 1241.1M w prawie całkowicie niezmienionej formie. Uzbrojenie rakietowe ustanowiły cztery poczwórne wyrzutnie rakiet Uran i dwunastoprowadnicowa wyrzutnia rakiet przeciwlotniczych Igła-M (SA-N-10 Grouse). Podobnie zmodyfikowane okręty, ale mające osiem a nie szesnaście rakiet to numer 1241T, który powstał z będącej już w służbie części okrętów projektu 1241.1M (pozostawiono na nich zestaw przeciwlotniczy Kortik). Natomiast na jednostkach pływających oznaczonych jako 1242.1 różnica polega na posiadaniu podwójnych wyrzutni dla rakiet przeciwokrętowch typu P-80 Żubr, zamiast poczwórnych zestawów rakiet Uran.
Rakiety przeciwokrętowe Uran, opracowane w ośrodku MKB Zwiezda i zwane czasami Harpoonski – od podobieństwa do amerykańskich pocisków, mają zasięg 130 km i prędkość 1 macha. Natomiast naprowadzane na podczerwień tak jak seria Strzała, nieodpowiednie na morzu rakietowe pociski przeciwlotnicze typu Igła-M przy zasięgu do 5,5 km osiągają prędkość 2 machów.
Wszystkie te okręty oprócz tego, że mają nowocześniejsze uzbrojenie rakietowe i jego systemy, w stosunku do korwet rakietowych wyposażonych w pociski P-21 i P-22 nie różnią się wieloma parametrami, a jeśli już to zmiany są bardzo nieznaczne.
Jednostki tych typów były najdłużej produkowane (jako ostatnie z rodziny Mołnia), a do ich standardu dostosowuje się ciągle kolejne starsze okręty. Okręty projektów 1241.8, 1241T i 1242.1 mają w swym składzie siły morskie Rosji, Indii i Wietnamu.